# اوبرنهوفن ام ایرزی
اوبرنهوفن ام ایرزی (به آلمانی: Oberhofen am Irrsee) یک منطقهٔ مسکونی در اتریش است که در ناحیه وکلابروک واقع شده‌است. اوبرنهوفن ام ایرزی ۲۱ کیلومتر مربع مساحت دارد ۵۷۳ متر بالاتر از سطح دریا واقع شده‌است.